# خمستان (بربرود الغربي)
خمستان (بالفارسية: خمستان) هي قرية تقع في إيران في قسم بربرود الغربي الریفي. يقدر عدد سكانها بـ 157 نسمة بحسب إحصاء 2016.